# Langemunte
De Langemunte is een heuvel in de Vlaamse Ardennen gelegen in Zwalm.

## Wielrennen
De helling wordt genomen in routes voor wielertoeristen.